# James Truslow Adams
James Truslow Adams (* 18. Oktober 1878 in Brooklyn, New York; † 18. Mai 1949 in Westport, Connecticut) war ein US-amerikanischer Historiker und Schriftsteller.

## Leben
Adams begann sein Studium auf dem Polytechnischen Institut Brooklyn und schloss es 1910 mit einem hervorragenden Ergebnis an der Yale University ab.
Während des Ersten Weltkriegs war er Mitglied des militärischen Geheimdienstes. An den Friedensverhandlungen in Versailles nahm er als Mitglied der US-amerikanischen Delegation teil.
Nach dem Krieg ließ sich Adams als Schriftsteller und Historiker in New York nieder. Für eine seiner ersten Veröffentlichungen, The Founding of New England, den ersten Band einer Trilogie, die die Ideale der Puritaner und deren Ahnen neu interpretierte, wurde ihm 1921 der Pulitzer-Preis für Geschichte verliehen. Später ging er als Repräsentant seines Verlegers Charles Scribner nach London. Seit 1923 war er Mitglied der American Academy of Arts and Letters.
Adams starb im Alter von 71 Jahren. Seine Grabstätte befindet sich auf dem Green-Wood Cemetery in Brooklyn, NY (Sect. 140, Lot 26607).
In seinem Buch The Epic of America prägte Adams den Begriff American Dream. Mit der Politiker-Familie Henry Adams, mit der er sich in einigen Büchern und Aufsätzen auseinandergesetzt hatte, war er nicht verwandt.

## Werke
- The Founding of New England (1921)
- Revolutionary New England (1923)
- New England in the Republic (1926)
- Provincial Society (1927)
- The Adams Family (1930)
- The Epic of America (1931)
- Henry Adams (1933)
- Dictionary of American history (1940) OCLC 1019589